# Gamasomorpha nigripalpis
Gamasomorpha nigripalpis là một loài nhện trong họ Oonopidae.
Loài này thuộc chi Gamasomorpha. Gamasomorpha nigripalpis được Eugène Simon miêu tả năm 1893.